# Спешкова
Спешкова — река в России, протекает в Верещагинском и Очёрском районах Пермского края. Устье реки находится по левому берегу реки Очёр. Длина реки составляет 22 км. 
Река образуется слиянием двух небольших речек Большая Спешкова и Малая Спешкова в 12 км к юго-западу от города Верещагино. Первый километр течения расположен в Верещагинском районе, прочее течение в Очёрском районе. Спешкова течёт на юг и юго-восток, протекает деревни Третьяки, Ворониха, Пермячата, Рогали, Спешково. Притоки - Мутная, Самсониха, Швариха (правые); Талица (левый). Впадает в Очёр у деревни Уварово.

## Данные водного реестра
По данным государственного водного реестра России относится к Камскому бассейновому округу, водохозяйственный участок реки — Кама от Камского гидроузла до Воткинского гидроузла, речной подбассейн реки — бассейны притоков Камы до впадения Белой. Речной бассейн реки — Кама.
По данным геоинформационной системы водохозяйственного районирования территории РФ, подготовленной Федеральным агентством водных ресурсов:
- Код водного объекта в государственном водном реестре — 10010101012111100014417
- Код по гидрологической изученности (ГИ) — 111101441
- Код бассейна — 10.01.01.010
- Номер тома по ГИ — 11
- Выпуск по ГИ — 1